# محمودآباد، ملایر
محمودآباد روستایی در دهستان کوه سرده، بخش مرکزی شهرستان ملایر در استان همدان است.

## جمعیت
جمعیت این روستا در سال ۱۳۹۵، ۲۱ نفر بوده‌است.